# إيريكا هارلاتشر
إيريكا هارلاتشر (Erika Harlacher) هي مؤدية أصوات أمريكية ولدت في 29 أغسطس 1990 في لوس أنجلوس.

## أدوارها في الأنمي

### مسلسلات أنمي تلفزيونية
- هنتر x هنتر (2011) - كورابيكا
- غود إيتر - هيباري تاكيدا
- حفيد نوراريهيون - واكانا نورا، ناتسومي توري
- حفيد نوراريهيون: عاصمة العفاريت - واكانا نورا، ناتسومي توري
- تورادورا! - آمي كاواشيما
- الخطايا السبع المميتة - إليزابيث ليونيس
- الخطايا السبع المميتة: تلميحات الحرب المقدسة - إليزابيث ليونيس
- الخطايا السبع المميتة: إعادة إحياء الوصايا - إليزابيث ليونيس، ليز
- كاكيغوروي - يوميكو جابامي
- كاكيغوروي xx - يوميكو جابامي
- ماغي: The Labyrinth of Magic - دنيا مستعصم
- ماغي: The Kingdom of Magic - دنيا مستعصم
- كذبتك في أبريل - إمي إيغاوا
- سورد آرت أونلاين - ساشا
- سورد آرت أونلاين II - سيوني/آن سي-يون
- لاف لايف! - إيرينا تودو
- كيل لا كيل - سوكويو مانكانشوكو
- آلدنوا زيرو - أسيلوم فيرس ألوسيا
- البطلة يونا يوكي - ميموري توغو
- شارلوت - يومي شيراناغاني
- ري:بداية الحياة في عالم آخر من نقطة الصفر - ميلي بولتلوت، كروش كارستين، تيماي
- هاي سكور غيرل - كوهارو هيداكا
- البركة لهذا العالم الرائع! - لونا
- نهضة بطل الدرع - تيريز أليكساندرايت
- فيت/أبوكريفا - رولر
- فيت/غراند أوردر: الجبهة الشيطانية المطلقة بابيلونيا - ليوناردو دا فينشي
- الإكسورسيست الأزرق: ملك كيوتو الملوث - آو هوجو

### أفلام أنمي
- لاف لايف! ذا سكول آيدول موفي - إيرينا تودو
- الخطايا السبع المميتة: أسرى السماء - إليزابيث ليونيس
- فيلم سورد آرت أونلاين: أوردينال سكيل - سيوني/آن سي-يون

## أدوارها في الرسوم المتحركة
- شوبكينز: الإجازة العالمية - بابليشا

## أدوارها في ألعاب الفيديو
- دانغانرونبا: تريغر هابي هافوك - كيوكو كيريغيري
- دانغانرونبا V3: كيلينغ هارموني - كايدي أكاماتسو
- بيرسونا 5 - آن تاكاماكي
- بيرسونا 5 دانسينغ إن ستارلايت - آن تاكاماكي
- فاينل فانتسي VII ريميك - كيريي كانان
- تشوكوبوز ميستري دانجون: إفري بادي! - ميا

## وصلات خارجية
- إيريكا هارلاتشر على موقع IMDb (الإنجليزية)
- إيريكا هارلاتشر على موقع ANN person (الإنجليزية)